# Jim Farmer
Pour les articles homonymes, voir Farmer.
Jim Farmer, né le 23 septembre 1964, à Dothan, en Alabama, est un ancien joueur et entraîneur américain de basket-ball. Il évolue au poste de meneur et d'arrière.

## Palmarès
- Champion des Amériques 1997